# Hildegard Werner
Hildegard Charlotta Aurora Werner, född 1 mars 1834 i Stockholm, död 29 augusti 1911 i Jakobs församling, Stockholm, var en svensk musiker och journalist.

## Biografi
Föräldrar var auditören vid flottans krigsrätt i Stockholm Johan  Petter  Werner och Maria Sofia Schoerbing. Fadern dog redan 1842 och Hildegard växte från åtta års ålder upp som fosterbarn hos släktingar. 1850 fick hon ett större arv efter sin morfar som gjorde att hon kunde förverkliga sin dröm om musikstudier. Hon blev elev vid Stockholms musikkonservatorium 1856, där hon främst studerade piano för Johan van Boom och harmonilära för Erik Drake. Hon var därefter verksam i Stockholm som pianolärare. Hon lärde sig även att spela violin. 
År 1871 bosatte hon sig i Storbritannien som föreståndare för en musikskola i Newcastle-upon-Tyne. Trots svårigheter etablerade hon sig i Storbritannien, bland annat efter råd och uppmuntran av Jenny Lind. Hon blev föreläsare för litterära och filosofiska sällskap och kom därigenom in på journalistbanan. Hon medverkade från 1880 i flera brittiska tidningar och var även korrespondent för svenska tidningar. Samtidigt fortsatte hon sina piano- och violinstudier. År 1885 grundade hon The Mignon orchestra i Newcastle, med kvinnliga musiker från stadens societet under hennes ledning. Hon framträdde även som solopianist och komponerade i viss utsträckning. 
Hon blev associé i Musikaliska akademien 1895.

## Publicerade verk
- 1876 - I loved a lass, a fair one. Song, words by G. Wither.
- 1876 - Le Carnaval de Venice, fantaisie pour les petites mains. [P. F.]
- 1876 - Oiseaux et Zéphyrs, rêverie pour Piano.
- 1876 - Have you seen the timid tear. [Song.] Words by T. Moore.
- 1877 - Rosa et Rosita, polka Espagnole pour Piano. [Solo and duet.]
- 1878 - Soldier's Song. [Military band parts.]
- 1879 - Towers the lofty Battlements crowning. Soldiers' Chorus to Goethe's "Faust.".
- 1879 - War Song. Part-Song for two Tenors and two Basses.
- 1879 - Soldier's Song. Part-Song for two Tenors and two Basses, the words by F. L. Selous.
- 1879 - The Golden Harp. (Der Neck.) A Swedish ballad [begins: "Deep in ocean". - "Tief im Meere"] arranged by H. Werner.
- 1879 - Married and Single. Part-Song for two Tenors and two Basses, the words by F. L. Selous.
- 1879 - There are so many lovely flowers. (Warum bist du so ferne.) A Swedish ballad, arranged by H. Werner.
- 1879 - The Two Roses. Part-Song for two Tenors and two Basses, the words by F. W. R.
- 1879 - Beauteous Clouds. Part-Song for two Tenors and two Basses.
- 1908 - The Two Roses. Four-Part Song ... Arranged for S. A. T. B.[4]